# Nacho Romero
Juan Ignacio Romero Misas (Pedroche, provincia de Córdoba, 30 de julio de 1973) es un exjugador de baloncesto, español que ocupaba la posición de pívot.

## Trayectoria
Se forma en la cantera de su Pedroche natal y del Real Madrid. Juega en equipos vinculados al Real Madrid como el Canoe y Európolis Las Rozas. En el Real Madrid no se puede hacer un hueco, dada la gran competencia en el puesto de pívot, con jugadores míticos como Arvidas Sabonis, Joe Arlauckas y Antonio Martín, aunque es partícipe de una Liga ACB y de la Copa de Europa del año 1995. En el año 1996 ficha por el CB Sevilla, jugando a gran nivel durante 5 años, en los que llegó a la internacionalidad absoluta, jugando en el Eurobasket del año 1999 en la que la selección española se alzó con la medalla de plata. A nivel de clubes su hito más importante con el equipo sevillano son dos subcampeonatos, uno de liga y otro de Copa en el año 1999. Entre los años 2001 y 2004 juega en el Lleida Bàsquet, Aveiro Esgueira de Portugal (pretemporada), Baloncesto Qalat (3 partidos), CB Tarragona y CB Ciudad de Algeciras. En el final de su carrera se asienta en el Club Melilla Baloncesto, equipo en el que jugó 9 temporadas, disputando 249 partidos.

## Equipos
Cantera Pedroche C.B.
Real Madrid. Categorías inferiores.
- 1991-92 Real Madrid Junior.
- 1992-94 Primera División. Európolis Las Rozas.
- 1993-94 ACB. Real Madrid. Juega casi toda la temporada en ACB.
- 1994-96 EBA. Real Canoe N.C. y primer equipo del Real Madrid
- 1996-01 ACB. Caja San Fernando.
- 2001-02 ACB. Caprabo Lleida.
- 2002-03 Liga de Portugal. Aveiro Esgueira, Pretemporada. Baloncesto Qalat EBA. Juega tres partidos y CB Tarragona LEB
- 2003-04 LEB. CB Algeciras.
- 2004-13 LEB. Club Melilla Baloncesto.
- 2013-15 EBA Club Deportivo Baloncesto Enrique Benítez
- 2015-2016 EBA Club Deportivo Baloncesto Enrique Benítez
- 2016-2017 EBA [Club Deportivo Baloncesto Enrique Benítez]

## Palmarés
Clubes:
- 1 Euroliga: 1995.
- 1 Liga ACB:   1994.
- 2010 LEB. Copa del Príncipe. Club Melilla Baloncesto. Campeón.

Selección española:
- 1997 Juegos del Mediterráneo. Selección de España Promesas. Bari. Medalla de Oro.
- 1999 Eurobasket de Francia. Selección de España. París. Medalla de Plata.